# Шешори-2005 (фестиваль)
Шешори-2005 (фестиваль) — Міжнародний фестиваль етнічної музики та ленарту "Шешори", що відбувся 12—14 липня 2005 р. у карпатському селі Шешори Косівського району Івано-Франківської області.
Фестиваль того року відбувався втретє і зібрав рекордну кількість (кілька тисяч) учасників, глядачів та представників засобів масової інформації з України, Австрії, Болгарії, Молдови, Польщі, Росії, Словаччини, Франції, Чехії. Фестиваль був визначною подією для Косівщини і з культурного і з економічного погляду.
Важливим фестивальним заходом був велопробіг "Івано-Франківськ — Яремча — Верховина — Косів — Шешори".
На фестивалі було представлено музику з різним етнічним корінням, "галерею просто неба" творів лендарту; працювали майстер-класи з гуцульських ремесел, музичного й хореографічного спрямування.
Музична складова фестивалю була головною. Близько 18—19 год. починалися вечірні концерти, які тривали, пересічно, до 2 год. ночі. Головна фестивальна сцена була на футбольному полі, неподалік Пістиньки з мальовничими порогами.
Серед музичних колективів були "Гайдамаки".